# Liste der Kulturgüter in Chamoson
Die Liste der Kulturgüter in Chamoson enthält alle Objekte in der Gemeinde Chamoson im Kanton Wallis, die gemäss der Haager Konvention zum Schutz von Kulturgut bei bewaffneten Konflikten, dem Bundesgesetz vom 20. Juni 2014 über den Schutz der Kulturgüter bei bewaffneten Konflikten sowie der Verordnung vom 29. Oktober 2014 über den Schutz der Kulturgüter bei bewaffneten Konflikten unter Schutz stehen.
Objekte der Kategorien A und B sind vollständig in der Liste enthalten, Objekte der Kategorie C fehlen zurzeit (Stand: 1. Januar 2023).

## Kulturgüter
| Foto |                                                                                      | Objekt                                                                                            | Kat. | Typ | Standort                                                   | Beschreibung |
| ---- | ------------------------------------------------------------------------------------ | ------------------------------------------------------------------------------------------------- | ---- | --- | ---------------------------------------------------------- | ------------ |
| ja   | Datei hochladen · Wikidata zu Kirche Saint-Pierre und ehemaliges Priorat (Q55414203) | Kirche Saint-Pierre und ehemaliges Priorat / Église Saint-Pierre et ancien prieuré KGS-Nr.: 06682 | A    | G   | Saint-Pierre-de-Clages, Rue de l’Église 584459 / 115654    |              |
| ja   | Datei hochladen · Wikidata zu Kirche Saint-André und Pfarrhaus (Q29891978)           | Kirche Saint-André und Pfarrhaus / Église Saint-André et cure KGS-Nr.: 06683                      | B    | G   | Rue Saint-André 583534 / 116749                            |              |
| BW   | Datei hochladen                                                                      | Maison dite du Rectorat KGS-Nr.: 07198                                                            | B    | G   | Rue de la Portettaz 2 584408 / 115671                      |              |
| BW   | Datei hochladen                                                                      | Bâtiment de la Pinte KGS-Nr.: 07200                                                               | B    | G   | Rue de l’Église 30 584424 / 115674                         |              |
| BW   | Datei hochladen                                                                      | Primarschule / École primaire KGS-Nr.: 07201                                                      | B    | G   | Saint-Pierre-de-Clages, Rue de Collombey 4 584323 / 115762 |              |